# NOGAT
NOGAT (Northern Offshore Gas Transport) ist ein Gaspipeline-System, das verschiedene Gasfelder und dazugehörige Förderplattformen im niederländischen Sektor der Nordsee mit den Onshore-Terminals in Den Helder verbindet. Das System ist seit 1992 in Betrieb. Installiert und betrieben wurden die Pipelines ursprünglich von der Nederlandse Aardolie Maatschappij (NAM). Seit Verkäufen in den Jahren 2008 und 2010 ist Engie der größte Anteilseigner.
Über Verbindungspipelines ist NOGAT mit dem deutschen und dem dänischen Pipeline-System zu einem Netzwerk verbunden. Auf diesem Wege schließt NOGAT unter anderem auch die einzige deutsche Offshore-Plattform im Gasfeld A6/B4, die sich im Entenschnabel in der deutschen AWZ in der Nordsee befindet, an die Terminals in Den Helder an.